# Timna (Jemen)
Timna (arapski: تمنع) je drevna prijestolnica Kraljevstva Kataban u Jemenu, nalazi se na oko 180 km jugoistočno od glavnog grada Sane u današnjoj muhafazi Šabvi.
U predislamsko doba, Timna je bila važna točka na karavanskom Putu tamjana i ostale egzotične skupocjene robe za Sredozemlje u Gazu ili za Petru (Jordan) i Damask (Sirija).

## Povijest Timne
Timna je bila smještena na izlazu iz Vadi Bajhana, plodne doline s dosta vode čiji je teritorij bio je poljoprivredno zaleđe grada. Gospodarski uzlet Timna je ostvarila tek kad je postala međustanica za trgovinu tamjanom i mirtom. Put do te pozicije i procvat trgovine bio je složen, a to je uspjelo kralju Katabana Shahr Hilalu. 
Propast tamjanskog puta teško je pogodio i Timnu, prava propast došla je tek 150. godine kad su Timnu razorile i zapalile vojske  Kraljevstva Hadramaut. Nakon toga grad je napušten,  preostalo stanovništvo Timne i Katabanskog dvora povuklo se u Ghat Ghayl, 15 km južnije od Timne. Tu su se uspjeli održati nekoliko desetljeća, no i oni su na kraju pali pod navalama Kraljevstva Hadramaut koje je nakon toga sebi pripojilo Kataban.
Tim američkih arheologa 1950-ih god. proveo je prva iskapanja u Timni, nakon njih došle su ekipe iz Francuske i Italije.

## Vanjske poveznice
- Diana Pickworth: Silk Road  Arhivirana inačica izvorne stranice od 8. lipnja 2016. (Wayback Machine) (engl.)